# Diospyros fleuryana
Diospyros fleuryana är en tvåhjärtbladig växtart som beskrevs av Auguste Jean Baptiste Chevalier och Paul Lecomte. Diospyros fleuryana ingår i släktet Diospyros och familjen Ebenaceae.

## Underarter
Arten delas in i följande underarter:
- D. f. coriacea
- D. f. fleuryana